# Inschrift von Köylütolu

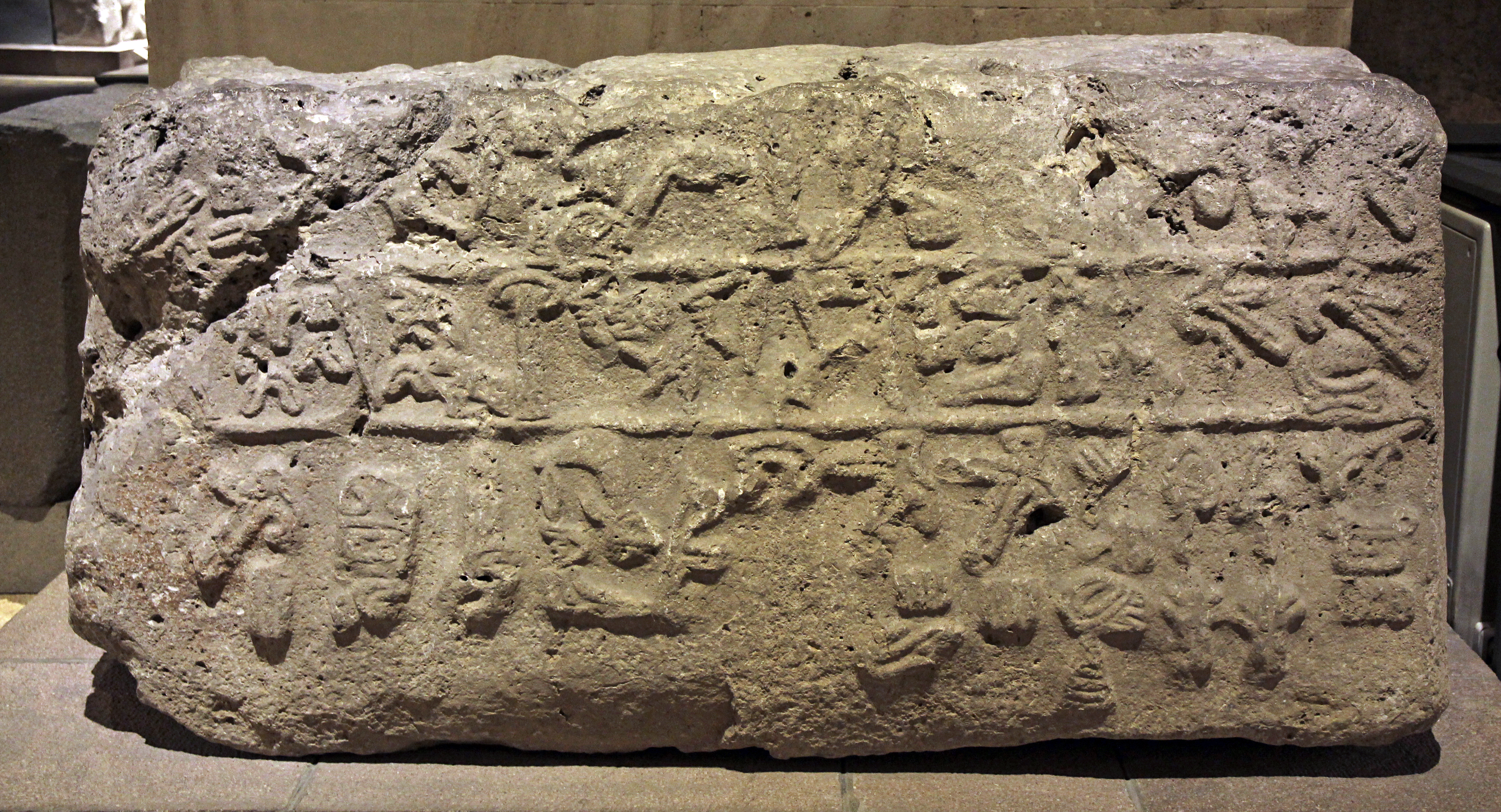
Inschrift von Köylütolu

Die Inschrift von Köylütolu ist ein hethitisches Artefakt aus der Umgebung von Kadınhanı in der zentraltürkischen Provinz Konya. Sie ist im Museum für anatolische Zivilisationen in Ankara ausgestellt und hat die Inventarnummer 32.

## Fund

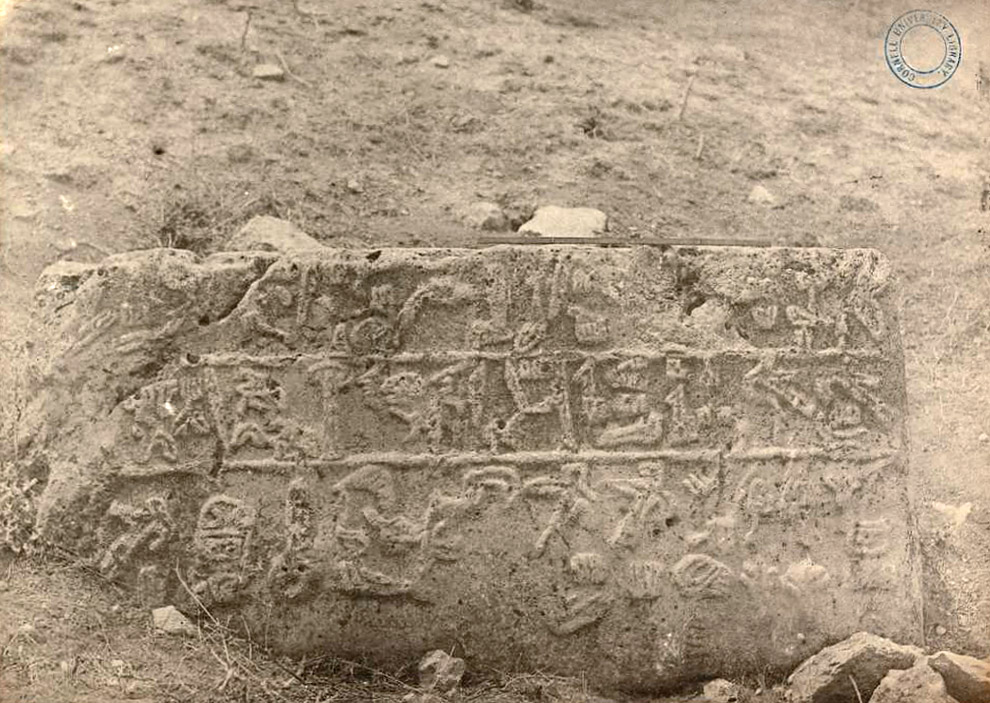
Photographie am Fundort von John Henry Haynes (1884)

Der Block mit der Inschrift wurde 1884 von einer österreichischen Expedition unter der Führung des Fürsten Lanckoroński auf dem Weg von Konya nach Ilgın entdeckt und von dem polnischen Kunsthistoriker Maryan Sokołowski erstveröffentlicht. Er lag etwa 270 Meter südlich der Straße von Kadınhanı nach Ilgın, etwa 4,8 Kilometer vor dem Ort Köylütolu. Der schottische Archäologe William Mitchell Ramsay besuchte 1886 den Ort und berichtete von einer langgestreckten, gebogenen Geländeerhebung, die ihn an den Verlauf einer alten Stadtmauer erinnerte. Die Mitglieder der Cornell Expedition to Asia Minor and the Assyro-Babylonian Orient, die 1907 vor Ort waren, hielten die Erhebung für die Reste eines Aquädukts. Bedřich Hrozný sah den Stein 1934 bereits im Augusteum in Ankara, von dort wurde er 1948 durch Hans Gustav Güterbock ins Museum verbracht. Güterbock war auch der erste, der die längliche Geländeerhebung für einen Staudamm hielt. Heute ist allgemein anerkannter Forschungsstand, dass es sich dabei um den mit 900 Metern längsten der von Tudḫaliya IV. im 13. Jahrhundert v. Chr. angelegten Staudämme handelt. (38° 17′ 14,2″ N, 32° 4′ 55,7″ O)

## Beschreibung

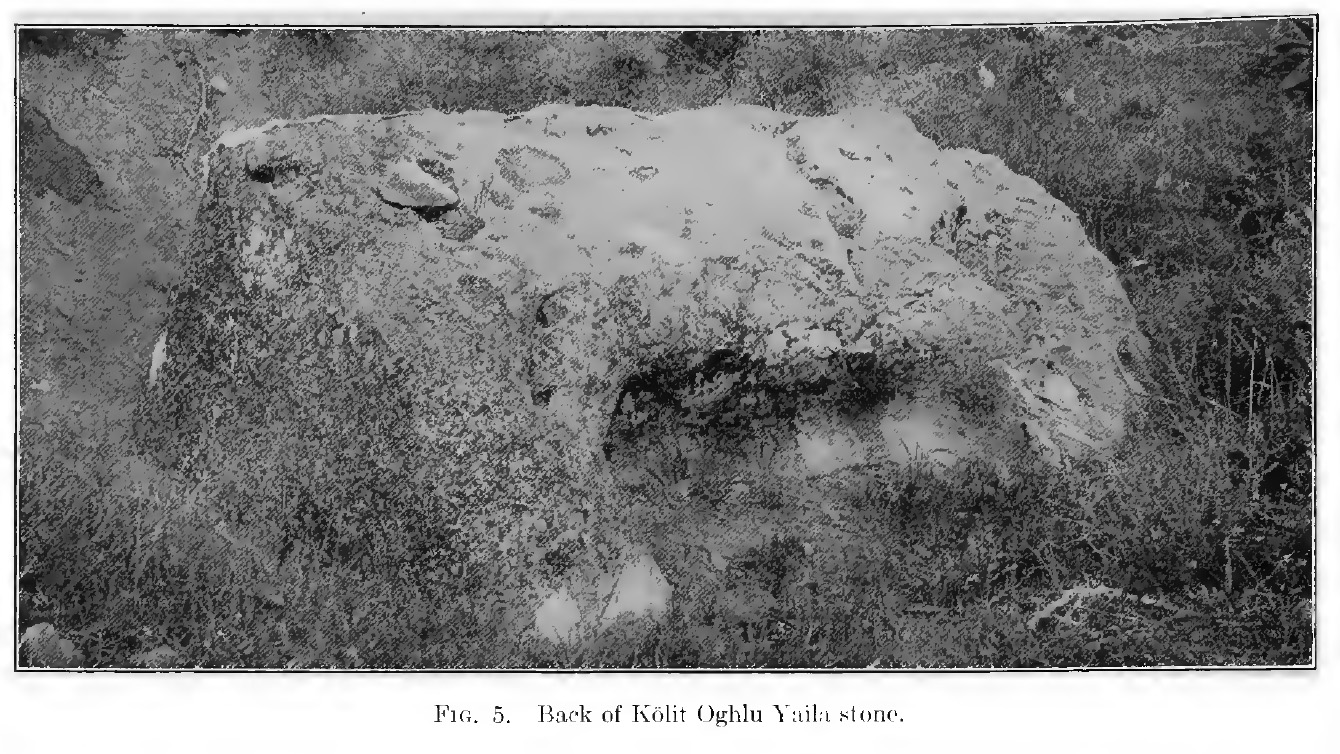
Rückseite des Blocks mit Vertiefung, Cornell-Expedition 1907

Der rechteckige Kalksteinblock ist 1,80 Meter breit, 0,80 Meter hoch und 1,00 Meter tief. Die Oberseite weist eine rechteckige Vertiefung auf, die entweder eine Schale für Ritualhandlungen darstellt oder zur Aufnahme einer Statue diente. Die Seiten der Eintiefung sind teilweise weggebrochen. Die Vorderseite des Blocks trägt die dreizeilige Inschrift in luwischen Hieroglyphen. Die unterste Zeile ist etwa doppelt so hoch wie die ersten beiden. Der Text beginnt in der oberen rechten Ecke und verläuft boustrophedon weiter bis in die untere linke Ecke, wo er endet. Es ist aus dem Text erkennbar, dass die oberste Zeile nicht den Anfang der Inschrift darstellt, es muss demnach ein weiteres, heute verlorenes Teil mit dem Textanfang gegeben haben. Möglicherweise war dies die Statue oder Stele, für die der Block die Basis bildete. Bis auf zwei kleinere Beschädigungen ist die Inschrift recht gut lesbar. Erwähnt wird zunächst die Stadt Alatarma, es folgen Anweisungen an die königliche Nachkommenschaft, schließlich wird ein Prinz Sauskaruntiya genannt, der vermutlich in Alatarma das Monument errichtet hat.
Der im Text erwähnte Name Labarna wird in der späteren Zeit des hethitischen Großreichs als Titel des Großkönigs genutzt. Hieroglypheninschriften der Großreichszeit sind einzig von Tudḫaliya IV. und seinem Sohn Šuppiluliuma II. bekannt. Unter anderem auf Grund der Nähe von Tudḫaliyas Inschrift am Wasserbecken von Yalburt vermutet der britische Hethitologe John David Hawkins, dass mit dem Großkönig dieser gemeint ist und die Inschrift somit in dessen Regierungszeit in der zweiten Hälfte des 13. Jahrhunderts v. Chr. zu datieren ist.